# Hoher Vertreter für die Gemeinsame Außen- und Sicherheitspolitik

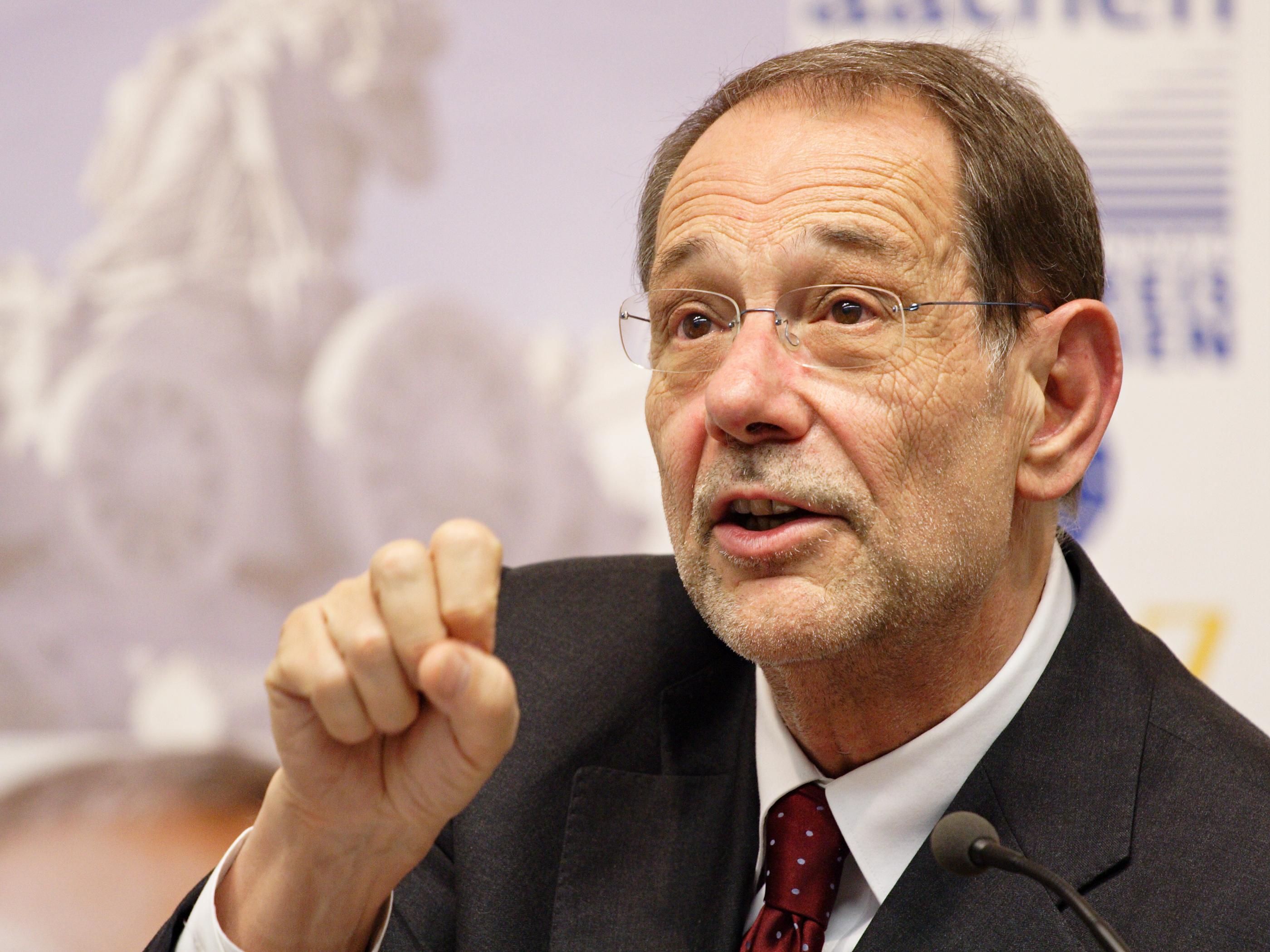
Javier Solana hatte das Amt des Hohen Vertreters von 1999 bis 2009 inne.

Der Hohe Vertreter für die Gemeinsame Außen- und Sicherheitspolitik war ein Amt im Rahmen der Gemeinsamen Außen- und Sicherheitspolitik (GASP) der Europäischen Union. Es wurde 1999 eingeführt und existierte in dieser Form bis 2009. Amtsinhaber war während fast des gesamten Zeitraums der Spanier Javier Solana. Im Jargon wurde das Amt auch oft auch als „Mister GASP“ bezeichnet.
Mit dem Vertrag von Lissabon (2009) wurde das Amt des Hohen Vertreters der Europäischen Union für Außen- und Sicherheitspolitik eingeführt.

## Geschichte
Der Hohe Vertreter wurde vom Rat der Europäischen Union ernannt und vertrat gemeinsam mit dem Außenminister des Landes, das den Ratsvorsitz einnahm, und dem Kommissionspräsidenten die Europäische Union nach außen. Zugleich war er Generalsekretär des Rates. Ihm waren die Strategieplanungs- und Frühwarneinheit, der Militärstab (EUMS) sowie ein Polizeistab und ein Gemeinsames Lagezentrum zugeordnet. Auch die Generaldirektion Außenbeziehungen (RELEX) der Europäischen Kommission mit den EU-Delegationen im Ausland arbeitete dem Hohen Vertreter zu.
Mit dem Inkrafttreten des Vertrags von Lissabon am 1. Dezember 2009 wurde das Amt des Hohen Vertreters mit dem des Kommissars für Außenbeziehungen zusammengelegt (sogenannter „kleiner Doppelhut“). Dieses neue Amt erhielt die Bezeichnung „Hoher Vertreter der Europäischen Union für Außen- und Sicherheitspolitik“. Zudem ist der Hohe Vertreter der Union für Außen- und Sicherheitspolitik nach Art. 18 EU-Vertrag immer zugleich einer der Vizepräsidenten der Kommission.

## Aufgaben
Obwohl die Gemeinsame Außen- und Sicherheitspolitik bereits 1992 in den Vertrag von Maastricht aufgenommen wurde, war das Amt des Hohen Vertreters erst durch die Vertragsreform von Amsterdam 1997 geschaffen worden, die 1999 in Kraft trat.
Im vergangenen politischen System der EU waren die Aufgaben des Hohen Vertreters im EU-Vertrag geregelt. Demnach unterstützte er den Präsidenten des Rates bei der Durchführung der GASP (Art. 18 Abs. 3 EUV), er trug zur Formulierung, Vorbereitung und Durchführung politischer Entscheidungen bei und führte gegebenenfalls im Namen des Rates den politischen Dialog mit Dritten (Art. 26 EUV) und informierte das Europäische Parlament und alle Mitgliedsregierungen über die Maßnahmen, die einzelne Mitgliedstaaten im Rahmen einer möglichen verstärkten Zusammenarbeit im Bereich der GASP durchführten (Art. 27d EUV).
Die Ernennung des Hohen Vertreters war in Art. 207 EG-Vertrag geregelt; sie erfolgte mit qualifizierter Mehrheit durch den Rat der Europäischen Union.
Nicht in die Zuständigkeit des Hohen Vertreters fielen allerdings die Außenbeziehungen zu den unmittelbaren Nachbarstaaten der Europäischen Union; diese sind im Rahmen der Europäischen Nachbarschaftspolitik Aufgabengebiet des Kommissars für Außenbeziehungen und europäische Nachbarschaftspolitik.

## Amtsträger
Der erste Hohe Vertreter wurde bei Inkrafttreten des Vertrags von Amsterdam im Mai 1999 Jürgen Trumpf, der zuvor schon Generalsekretär des Rates gewesen war und den neuen Titel des Hohen Vertreters daher von Amts wegen übernahm. Im Oktober 1999 wurde Javier Solana ernannt, der zuvor Generalsekretär der NATO gewesen war und das Amt des Hohen Vertreters zehn Jahre lang durchgehend ausübte.
Nach Abschluss der Ratifizierung des Vertrags von Lissabon wurde im November 2009 Catherine Ashton für den neuen Posten der Hohen Vertreterin der Europäischen Union für Außen- und Sicherheitspolitik nominiert und am 9. Februar 2010, zusammen mit den übrigen Mitgliedern der Kommission Barroso II, durch das Europäische Parlament bestätigt. In der Zwischenzeit übte sie allerdings vom 1. Dezember 2009 bis 9. Februar 2010 in Personalunion die Ämter als Hohe Vertreterin und als Kommissarin für Außenbeziehungen aus.
| Photo | Hoher Vertreter  | Von              | Bis               | Partei    | Land                   |
| ----- | ---------------- | ---------------- | ----------------- | --------- | ---------------------- |
|       | Jürgen Trumpf    | 1. Mai 1999      | 17. Oktober 1999  | parteilos | Deutschland            |
|       | Javier Solana    | 18. Oktober 1999 | 30. November 2009 | SPE       | Spanien                |
|       | Catherine Ashton | 1. Dezember 2009 | 9. Februar 2010   | SPE       | Vereinigtes Königreich |